# 6-os busz (Esztergom)
A 6-os busz helyi- és körjárat volt Esztergomban, amíg a városban meg nem szűnt a helyi közlekedés 2011-ben.

## Útvonala
Két végállomása a Suzuki gyárnál és a Vasútállomásnál volt, befordult az Áchim András utcába, és érintette a Tesco áruházat. Ezután behajtott az autóbusz-állomásra, majd visszafordult a Terézia utcába és a Petőfi Sándor utcába, itt a Belvárosi temető és Kórház megállóhelyeken állt meg. Érintette az Irinyi, Imaház és Bajcsy-Zsilinszki utcákat. Érintette a Béke teret, majd végigment a Dobozi Mihály utcán. A Földműves utcában a járatok egy része érintette a Kettőspincét is. Ezek után a Klapka teret, a Béke teret, a Bajcsy-Zsilinszky utcát és a Vörösmarty utcát érintette. Utolsó megállói a már korábban érintett megállók voltak a Suzuki gyárig vagy a vasútállomásig.